# Păuca (gmina)
Păuca – gmina w Rumunii, w okręgu Sybin. Obejmuje miejscowości Bogatu Român, Broșteni, Păuca i Presaca. W 2011 roku liczyła 1929 mieszkańców.